# Oggetti non stellari nella costellazione del Cane Minore
Principali oggetti non stellari presenti nella Costellazione del Cane Minore.

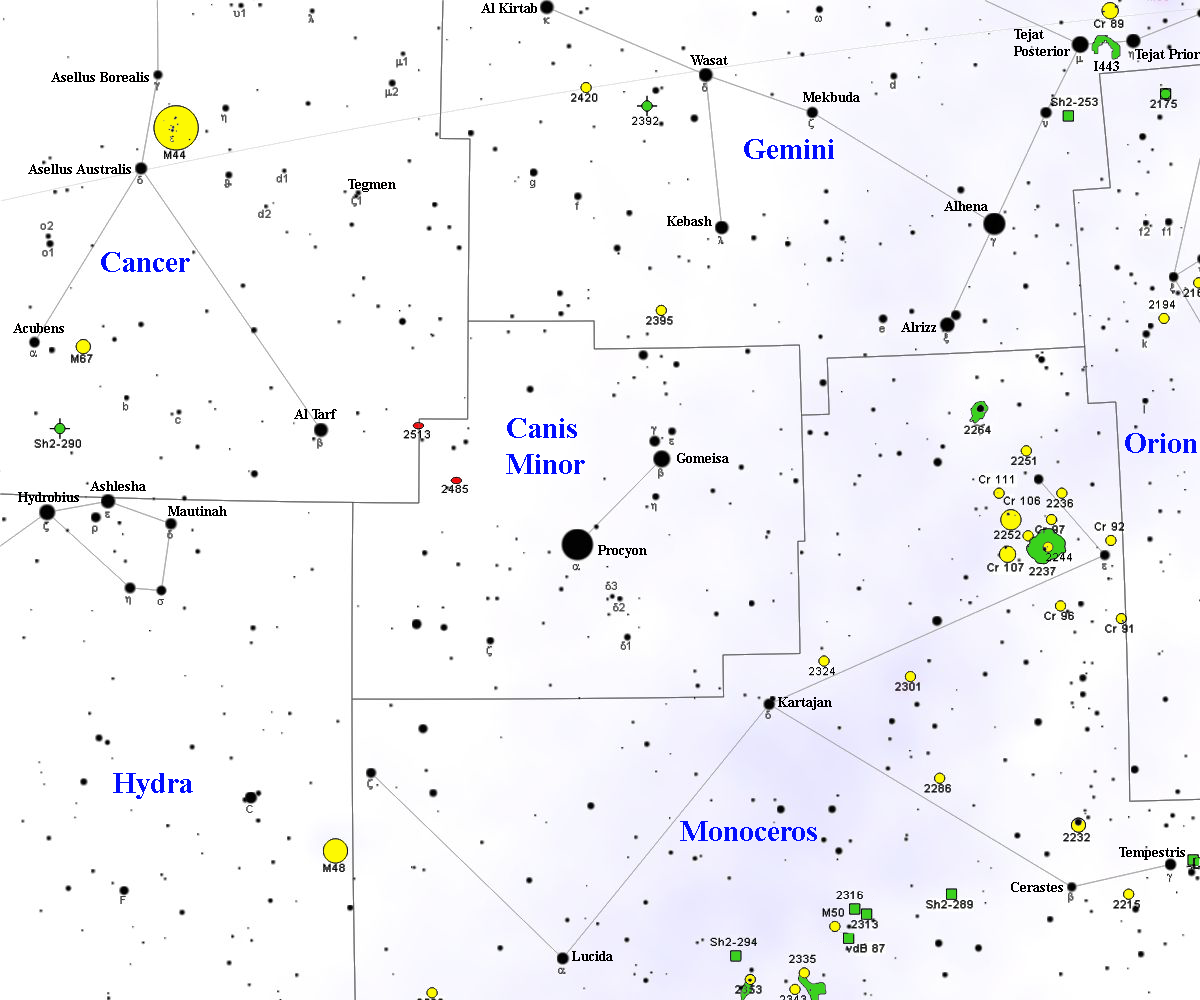
Mappa della costellazione del Cane Minore.

## Galassie
- NGC 2350
- NGC 2402
- NGC 2416
- NGC 2470
- NGC 2485
- NGC 2491
- NGC 2496
- NGC 2499
- NGC 2504
- NGC 2508
- NGC 2510
- NGC 2511
- NGC 2538

## Ammassi di galassie
- Abell 653